# Besta deild kvenna
Besta deild kvenna – najwyższa w hierarchii klasa kobiecych ligowych rozgrywek piłkarskich w Islandii, będąca jednocześnie najwyższym szczeblem centralnym (I poziom ligowy), utworzona w 1972 roku i zarządzana przez Islandzki Związek Piłki Nożnej (KSI). Zmagania w jej ramach toczą się cyklicznie (co sezon) i przeznaczone są dla 10 najlepszych krajowych klubów piłkarskich. Jej triumfator zostaje Mistrzem Islandii, zaś dwie najsłabsze drużyny są relegowane do 1.deild kvenna (II ligi islandzkiej). Tak jak Islandia w rankingu UEFA zajmuje pozycję wśród 16 najlepszych kobiecych związków, to mistrz i wicemistrz kwalifikują się do Ligi Mistrzyń UEFA. 

## Historia
Pierwsze oficjalne rozgrywki piłki nożnej kobiet na poziomie krajowym odbyły się w sezonie 1972, w którym zwycięzcy 2 grup regionalnych (A-riðils, B-riðils) awansowali do finału, w którym zwyciężył FH. Taki dwugrupowy system trwał do 1975. System pojedynczej ligi narodowej został ustanowiony w 1976 roku, najlepsze kluby w turnieju ligowym, zwanym 1.deild kvenna, rozgrywali mistrzostwo kraju. W 1982 roku został wprowadzony drugi poziom o nazwie 2.deild kvenna, a od 1983 roku odbywał się awans lub spadek pomiędzy pierwszą a drugą dywizją. W sezonie 1984 pierwsza dywizja została podzielona na dwie grupy, zwycięzcy których w meczu finałowym rozegrali tytuł mistrza. Ale potem system rozgrywek wrócił do pojedynczej ligi. Dopiero w 1995 roku liga została po raz pierwszy mianowana nazwami sponsorów. Również pierwsza liga zmieniła nazwę na Úrvalsdeild, a druga liga stała 1.deild itd. 24 lutego 2022 roku nazwa ligi została zmieniona na Besta deild kvenna. Od 2023 drużyny po rundzie zasadniczej są podzielone na dwie połowy, po 6 drużyn w górnej połowie i 4 w dolnej połowie. Zespoły z górnej połowy walczyli o mistrzostwo, a z dolnej połowy aby nie spaść do pierwszej dywizji.

## System rozgrywek
Rozgrywki składają się z kolejek spotkań rozgrywanych pomiędzy drużynami systemem kołowym. Każda para drużyn rozgrywa ze sobą dwa mecze - jeden w roli gospodarza, drugi jako goście. W przeciwieństwie do wcześniejszych edycji, od sezonu 2023 format zmienił się z systemu kołowego „każdy z każdym” na sezon składający się z dwóch etapów. W pierwszym etapie drużyny grały systemem „każdy z każdym”. Następnie drużyny podzielono na dwie grupy, a 6 drużyn z najwyższej i 4 z najniższej pozycji rozegrały kolejne mecze w systemie „każdy z każdym”. Od sezonu 2008 w lidze uczestniczą 10 zespołów. Po zakończeniu sezonu zwycięzca turnieju otrzymuje tytuł mistrza Islandii. Drużyny z ostatniego i przedostatniego miejsca spadają bezpośrednio do 1.deild kvenna.

## Skład ligi w sezonie 2024
| Klub       | Miasto        |
| ---------- | ------------- |
| Breiðablik | Kópavogur     |
| FH         | Hafnarfjörður |
| Fylkir     | Reykjavík     |
| Keflavík   | Keflavík      |
| Stjarnan   | Garðabær      |
| Tindastóll | Sauðárkrókur  |
| Þór/KA     | Akureyri      |
| Þróttur    | Reykjavík     |
| Valur      | Reykjavík     |
| Víkingur   | Reykjavík     |

## Mistrzowie i pozostali medaliści
| Sezon                                           | K | K | T  | Mistrz     | Wicemistrz | III miejsce          | Br. | Król strzelców                                                               | Uwagi                   |
| 1.Dywizja kobiet (isl. 1. deild kvenna)         |   |   |    |            |            |                      |     |                                                                              |                         |
| 1972                                            |   |   | 1  | FH         | Ármann     | Fram, Grindavík      |     |                                                                              | 8 klubów w 2 gr.+finał  |
| 1973                                            |   |   | 1  | Ármann     | FH         | Breiðablik, ÍA       |     |                                                                              | 8 klubów w 2 gr.+finał  |
| 1974                                            |   |   | 2  | FH         | ÍA         | Breiðablik, Fram     |     |                                                                              | 11 klubów w 2 gr.+finał |
| 1975                                            |   |   | 3  | FH         | Fram       | Keflavík, Breiðablik |     |                                                                              | 8 klubów w 2 gr.+finał  |
| 1976                                            |   |   | 4  | FH         | Breiðablik | Fram                 |     |                                                                              | 5 klubów                |
| 1977                                            |   |   | 1  | Breiðablik | Fram       | Valur                |     |                                                                              | 6 klubów                |
| 1978                                            |   |   | 1  | Valur      | Breiðablik | FH                   |     |                                                                              | 4 klubów                |
| 1979                                            |   |   | 2  | Breiðablik | Valur      | FH                   |     |                                                                              | 5 klubów                |
| 1980                                            |   |   | 3  | Breiðablik | Valur      | Keflavík             |     |                                                                              | 4 klubów                |
| 1981                                            |   |   | 4  | Breiðablik | ÍA         | Valur                | 33  | Ásta Breiðfjörð Gunnlaugsdóttir (Breiðablik)                                 | 8 klubów                |
| 1982                                            |   |   | 5  | Breiðablik | Valur      | KR                   | 15  | Ásta Breiðfjörð Gunnlaugsdóttir (Breiðablik)                                 | 6 klubów                |
| 1983                                            |   |   | 6  | Breiðablik | Valur      | ÍA                   | 13  | Laufey Sigurðardóttir (ÍA Akranes)                                           | 6 klubów                |
| 1984                                            |   |   | 1  | ÍA         | Þór        | Breiðablik, KA       | 11  | Erla Rafnsdóttir (Breiðablik)                                                | 6 klubów w 2 gr.+finał  |
| 1985                                            |   |   | 2  | ÍA         | Breiðablik | Valur                | 23  | Ragnheiður Jónasdóttir (ÍA Akranes)                                          | 8 klubów                |
| 1986                                            |   |   | 2  | Valur      | Breiðablik | ÍA                   | 22  | Kristín Anna Arnþórsdóttir (Valur)                                           | 7 klubów                |
| 1987                                            |   |   | 3  | ÍA         | Valur      | Stjarnan             | 16  | Ingibjörg Jónsdóttir (Valur)                                                 | 8 klubów                |
| 1988                                            |   |   | 3  | Valur      | Stjarnan   | KR                   | 12  | Bryndís Valsdóttir (Valur)                                                   | 8 klubów                |
| 1989                                            |   |   | 4  | Valur      | ÍA         | KR                   | 12  | Ásta Benediktsdóttir (ÍA), Guðrún Sæmundsdóttir (Valur)                      | 7 klubów                |
| 1990                                            |   |   | 7  | Breiðablik | ÍA         | Valur                | 7   | Helena Ólafsdóttir (KR)                                                      | 6 klubów                |
| 1991                                            |   |   | 8  | Breiðablik | Valur      | ÍA                   | 10  | Laufey Sigurðardóttir (ÍA Akranes)                                           | 8 klubów                |
| 1992                                            |   |   | 9  | Breiðablik | ÍA         | Valur                | 15  | Guðný Guðnadóttir (Stjarnan)                                                 | 8 klubów                |
| 1993                                            |   |   | 1  | KR         | Breiðablik | Stjarnan             | 12  | Guðný Guðnadóttir (Stjarnan)                                                 | 7 klubów                |
| 1994                                            |   |   | 10 | Breiðablik | KR         | Valur                | 24  | Olga Færseth (Breiðablik)                                                    | 7 klubów                |
| Elitarna liga kobiet (isl. Úrvalsdeild kvenna)  |   |   |    |            |            |                      |     |                                                                              |                         |
| 1995                                            |   |   | 11 | Breiðablik | Valur      | ÍA                   | 13  | Margrét Rannveig Ólafsdóttir (Breiðablik)                                    | 8 klubów                |
| 1996                                            |   |   | 12 | Breiðablik | KR         | ÍA                   | 19  | Ásthildur Helgadóttir (Breiðablik)                                           | 8 klubów                |
| 1997                                            |   |   | 2  | KR         | Breiðablik | Valur                | 19  | Olga Færseth (KR)                                                            | 8 klubów                |
| 1998                                            |   |   | 3  | KR         | Valur      | Breiðablik           | 23  | Olga Færseth (KR)                                                            | 8 klubów                |
| 1999                                            |   |   | 4  | KR         | Breiðablik | Valur                | 20  | Ásgerður Hildur Ingibergsdóttir (Valur)                                      | 8 klubów                |
| 2000                                            |   |   | 13 | Breiðablik | KR         | Stjarnan             | 26  | Olga Færseth (KR)                                                            | 8 klubów                |
| 2001                                            |   |   | 14 | Breiðablik | KR         | ÍBV                  | 25  | Olga Færseth (KR)                                                            | 8 klubów                |
| 2002                                            |   |   | 5  | KR         | Breiðablik | Valur                | 20  | Olga Færseth (KR), Ásthildur Helgadóttir (KR)                                | 8 klubów                |
| 2003                                            |   |   | 6  | KR         | ÍBV        | Valur                | 21  | Hrefna Huld Jóhannesdóttir (KR)                                              | 8 klubów                |
| 2004                                            |   |   | 5  | Valur      | ÍBV        | KR                   | 23  | Margrét Lára Viðarsdóttir (Valur)                                            | 8 klubów                |
| 2005                                            |   |   | 15 | Breiðablik | Valur      | ÍBV                  | 23  | Margrét Lára Viðarsdóttir (Valur)                                            | 8 klubów                |
| 2006                                            |   |   | 6  | Valur      | Breiðablik | KR                   | 38  | Margrét Lára Viðarsdóttir (Valur)                                            | 8 klubów                |
| 2007                                            |   |   | 7  | Valur      | KR         | Breiðablik           | 38  | Margrét Lára Viðarsdóttir (Valur)                                            | 9 klubów                |
| 2008                                            |   |   | 8  | Valur      | KR         | Breiðablik           | 20  | Margrét Lára Viðarsdóttir (Valur)                                            | 10 klubów               |
| 2009                                            |   |   | 9  | Valur      | Breiðablik | Þór/KA               | 23  | Kristín Ýr Bjarnadóttir (Valur)                                              | 10 klubów               |
| 2010                                            |   |   | 10 | Valur      | Þór/KA     | Breiðablik           | 23  | Kristín Ýr Bjarnadóttir (Valur)                                              | 10 klubów               |
| 2011                                            |   |   | 1  | Stjarnan   | Valur      | ÍBV                  | 21  | Ashley Bares (Stjarnan)                                                      | 10 klubów               |
| 2012                                            |   |   | 1  | Þór/KA     | ÍBV        | Stjarnan             | 18  | Elín Metta Jensen (Valur)                                                    | 10 klubów               |
| 2013                                            |   |   | 2  | Stjarnan   | Valur      | ÍBV                  | 28  | Harpa Þorsteinsdóttir (Stjarnan)                                             | 10 klubów               |
| 2014                                            |   |   | 3  | Stjarnan   | Breiðablik | Þór/KA               | 27  | Harpa Þorsteinsdóttir (Stjarnan)                                             | 10 klubów               |
| 2015                                            |   |   | 16 | Breiðablik | Stjarnan   | Selfoss              | 19  | Fanndís Friðriksdóttir (Breiðablik)                                          | 10 klubów               |
| 2016                                            |   |   | 4  | Stjarnan   | Breiðablik | Valur                | 20  | Harpa Þorsteinsdóttir (Stjarnan)                                             | 10 klubów               |
| 2017                                            |   |   | 2  | Þór/KA     | Breiðablik | Valur                | 19  | Stephany Mayor (Stjarnan)                                                    | 10 klubów               |
| 2018                                            |   |   | 17 | Breiðablik | Þór/KA     | Stjarnan             | 16  | Berglind Björg Þorvaldsdóttir (Breiðablik)                                   | 10 klubów               |
| 2019                                            |   |   | 11 | Valur      | Breiðablik | Selfoss              | 16  | Berglind Björg Þorvaldsdóttir (Breiðablik)                                   | 10 klubów               |
| 2020                                            |   |   | 18 | Breiðablik | Valur      | Fylkir               | 14  | Agla María Albertsdóttir (Breiðablik), Sveindís Jane Jónsdóttir (Breiðablik) | 10 klubów               |
| 2021                                            |   |   | 12 | Valur      | Breiðablik | Þróttur              | 13  | Brenna Lovera (Selfoss)                                                      | 10 klubów               |
| Najlepsza liga kobiet (isl. Besta deild kvenna) |   |   |    |            |            |                      |     |                                                                              |                         |
| 2022                                            |   |   | 13 | Valur      | Stjarnan   | Breiðablik           | 11  | Jasmín Erla Ingadóttir (Stjarnan)                                            | 10 klubów               |
| 2023                                            |   |   | 14 | Valur      | Breiðablik | Þróttur              | 15  | Bryndís Arna Níelsdóttir (Valur)                                             | 10 klubów; 2 rundy      |
| 2024                                            |   |   |    |            |            |                      |     |                                                                              | 10 klubów; 2 rundy      |

## Statystyka

### Klasyfikacja według klubów
W dotychczasowej historii Mistrzostw Islandii na podium oficjalnie stawało w sumie 16 drużyn. Liderem klasyfikacji jest Breiðablik, który zdobył 18 tytułów mistrzowskich.
Stan na 31.12.2023.
| Lp. | Klub         | Miejsca na podium | Miejsca na podium | Miejsca na podium | Zwycięskie sezony                                                                  |    |   | |
| --- | ------------ | ----------------- | ----------------- | ----------------- | ---------------------------------------------------------------------------------- | -- | - | --- |
| Lp. | Klub         | 1.                | Breiðablik        | 19                | Zwycięskie sezony                                                                  | 16 | 9 | 1977, 1979, 1980, 1981, 1982, 1983, 1990, 1991, 1992, 1994, 1995, 1996, 2000, 2001, 2005, 2015, 2018, 2020, 2024 |
| 2.  | Valur        | 14                | 13                | 12                | 1978, 1986, 1988, 1989, 2004, 2006, 2007, 2008, 2009, 2010, 2019, 2021, 2022, 2023 |    |   | |
| 3.  | KR           | 6                 | 6                 | 5                 | 1993, 1997, 1998, 1999, 2002, 2003                                                 |    |   | |
| 4.  | Stjarnan     | 4                 | 3                 | 5                 | 2011, 2013, 2014, 2016                                                             |    |   | |
| 5.  | FH           | 4                 | 1                 | 2                 | 1972, 1974, 1975, 1976                                                             |    |   | |
| 6.  | ÍA           | 3                 | 5                 | 6                 | 1984, 1985, 1987                                                                   |    |   | |
| 7.  | Þór/KA (Þór) | 2                 | 3                 | 3                 | 2012, 2017                                                                         |    |   | |
| 8.  | Ármann       | 1                 | 1                 | 0                 | 1973                                                                               |    |   | |
| 9.  | ÍBV          | 0                 | 3                 | 4                 |                                                                                    |    |   | |
| 10. | Fram         | 0                 | 2                 | 3                 |                                                                                    |    |   | |
| 11. | Keflavík     | 0                 | 0                 | 2                 |                                                                                    |    |   | |
| 11. | Selfoss      | 0                 | 0                 | 2                 |                                                                                    |    |   | |
| 11. | Þróttur      | 0                 | 0                 | 2                 |                                                                                    |    |   | |
| 14. | Fylkir       | 0                 | 0                 | 1                 |                                                                                    |    |   | |
| 14. | Grindavík    | 0                 | 0                 | 1                 |                                                                                    |    |   | |
| 14. | KA           | 0                 | 0                 | 1                 |                                                                                    |    |   | |

### Klasyfikacja według miast
Siedziby klubów: Stan na 31.05.2023.
| Miasto        | Liczba tytułów | Drużyny                        |
| ------------- | -------------- | ------------------------------ |
| Reykjavík     | 21             | Valur (14), KR (6), Ármann (1) |
| Kópavogur     | 18             | Breiðablik (18)                |
| Garðabær      | 4              | Stjarnan (4)                   |
| Hafnarfjörður | 4              | FH (4)                         |
| Akranes       | 3              | ÍA (3)                         |
| Akureyri      | 2              | Þór/KA (2)                     |

## Uczestnicy
W 53 ligowych sezonach Mistrzostw Islandii rozgrywanych od sezonu 1972 aż do sezonu 2024 wzięło udział 31 zespół. Żaden z zespołów nie uczestniczył we wszystkich sezonach w elicie.
Pogrubione zespoły biorące udział w sezonie 2024.
- 52 razy: Breiðablik
- 48 razy: Valur
- 40 razy: Stjarnan
- 39 razy: KR
- 36 razy: Þór/KA (2001-2004: Þór/KA/KS, 1993-1998: ÍBA, do 1992: Þór)
- 28 razy: FH
- 26 razy: ÍA
- 24 razy: ÍBV
- 20 razy: Keflavík
- 15 razy: Fylkir
- 13 razy: Þróttur (Þróttur/Haukar)
- 11 razy: Grindavík (Grindavík/Reynir/Víðir), Haukar, Selfoss
- 10 razy: Afturelding (Afturelding/Fjölnir)
- 9 razy: Víkingur (HK/Víkingur)
- 8 razy: Fram
- 7 razy: KA
- 5 razy: Fjölnir, Víðir
- 3 razy: Ármann, Höttur, Þróttur Neskaupstað, Tindastóll
- 2 razy: ÍBÍ, ÍR
- 1 raz: BÍ, Dalvík, Leiknir, Súlan, Týr